# Sport

Různé sportovní míče

Sport je aktivita provozovaná podle určitých pravidel a zvyklostí, jejíž výsledky jsou navíc měřitelné nebo porovnatelné s jinými provozovateli téhož sportovního odvětví. Mezi sporty patří např. fotbal, hokej, tenis, sportovní střelba, volejbal nebo házená. Dále se sem někdy řadí i nepohybové soutěžní aktivity, jako například šachy nebo profesionální hraní her (progaming).
Důležité je, že sport má jasná pravidla, podle kterých se soutěží – to vylučuje z oblasti sportu například válku. Sport má obvykle soutěžní charakter, dochází k poměřování výsledků – to vylučuje například bojová umění provozovaná nesoutěžním, filosoficky zaměřeným způsobem, nebo sebeobranné systémy jako krav maga.

## Historie

### Původ sportu
Prvním ze zdrojů, ze kterých se sport vyvinul, je podle historiků potřeba výcviku armád, která vyústila v nejrůznější hry a soutěže zaměřené na bojové dovednosti a na fyzickou zdatnost (zápas, lukostřelba, jízda na koni). Druhým zdrojem jsou rituální aktivity, kdy byla určitá forma soutěže prováděna jako součást obětního rituálu nebo rituálu předpovídání budoucnosti – do první kategorie patří řecké olympijské soutěže, do druhé kategorie mayské obřadní míčové hry.

### Sport ve starověku
Známky provozování sportovních aktivit byly nalezeny u řady starověkých civilizací. Konkrétně se jedná o Čínu, kde byla provozována (zřejmě spíše z estetických než ze soutěžních důvodů) obdoba dnešní gymnastiky, o Persii, kde jsou doloženy bojové hry s přesnými pravidly. Nejznámějším případem je bezesporu starověké Řecko, ve kterém se z aktivity směřující k fyzickému sebezdokonalení stala filosoficky odůvodněná součást kulturního života a fyzická zdatnost byla považována za nedílnou součást dokonalosti. Výsledkem bylo mimo jiné pravidelné pořádání všeřeckých sportovních her v osadě Olympie, které se staly předobrazem moderních olympijských her.

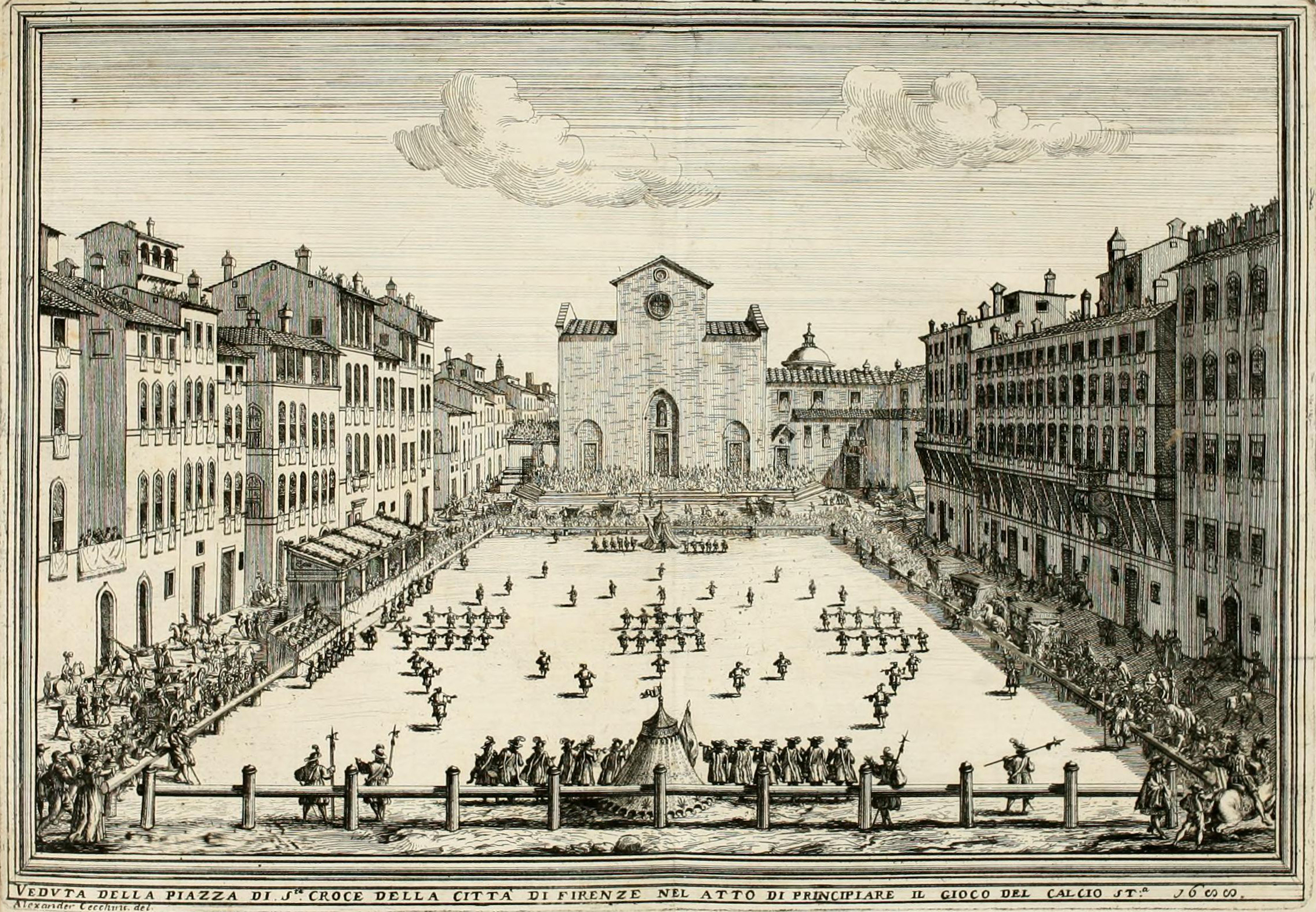
Calcio Fiorentino, 1688

### Sport ve středověku
Počátky sportu lze v západní Evropě stopovat hluboko do středověku. Jeho charakter je ale obvykle podobný, jako u starověkých vojenských klání, jehož účelem je fyzický výcvik pro válku.
První zdokumentované odchylky od tohoto účelu (tj. sport jako činnost čistě pro zábavu a potěšení jak přihlížejících, tak zúčastněných) lze najít v renesanční Itálii - příkladem je Calcio Fiorentino, jehož pravidla poprvé publikovaná v roce 1580 již nápadně připomínají něco mezi dnešním ragby, fotbalem a australským fotbalem.
Podobné příklady (pálkovací hry podobné dnešnímu tenisu ve středověké Francii nebo „ragby“ od vesnice k vesnici ve Skotsku) jsou ale obvykle místně (geograficky na kraj nebo sociálně skupinou lidí - například v rámci mladších příslušníků francouzské šlechty) omezené způsoby zábavy bez všeobecně uznávaných pravidel a velkých soutěží a turnajů v moderním stylu.

### Počátky moderního sportu

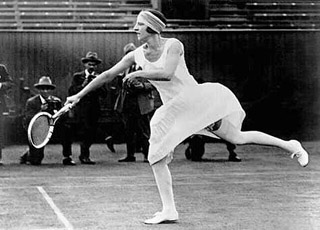
Tenis, fotografie před rokem 1923

Počátky sportu v dnešním smyslu toho slova jsou obvykle spojovány s technickou revolucí, jejíž vůdčí zemí byla v 19. století Anglie. Fyzická námaha, která již zde není bezprostředně spojena se zajištěním přežití nebo válečným konfliktem, se v té době postupně stala z privilegia „vyšších vrstev“ běžně rozšířenou formou trávení volného času a zábavy.
Do druhé poloviny 19. století (a ve velké většině případů právě do Anglie) spadá založení většiny dnes provozovaných nejoblíbenějších hnutí („Muscular Christianity“, YMCA) a sportů na všeobecném základě - tj. na zásadě „pokud budeš respektovat pravidla, můžeš hrát s námi (nebo spíš proti nám) a je jedno kdo jsi a odkud jsi“.
V Anglii takto vzniká:
- v roce 1863 „Fotbalová asociace“ jako spojení klubů hrajících „kopanou“ verzi ragby
- v roce 1877 mistrovství v „královském tenisu“ ve Wimbledonu
- v roce 1897 první verze psaných pravidel pro dnešní házenou

A podobných příkladů (následně i za hranicemi Anglie - například v roce 1891 v Kanadě a USA počátek basketbalu, ale i skautingu) lze samozřejmě najít mnoho.
Naprosto zásadní bylo pro další rozvoj sportu založení novodobých olympijských her, které je spojeno se jménem Pierra de Coubertina a rokem 1896. Sport se tím stává ze specifického a stále ještě menšinového způsobu zábavy kulturním a později i politickým fenoménem.

## Současnost

### Úrovně provozování sportu

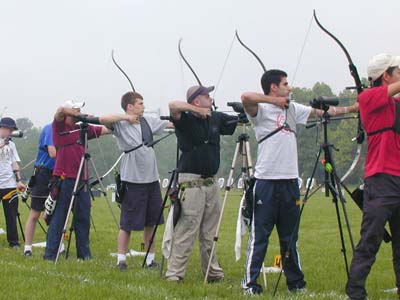
Střílení lukem

V současné době je sport provozován na několika různých úrovních:
- na vrcholové úrovni profesionálně nebo poloprofesionálně (podle významu sportu a kvality sportovce) - sportovec v takovém případě obvykle denně trénuje, často i několik hodin nebo na „plný úvazek“, účastní se soutěží na mezinárodní nebo alespoň národní úrovni
- na výkonnostní úrovni poloprofesionálně nebo amatérsky - obvyklý je pravidelný trénink v rozsahu několika jednotek až desítek hodin týdně, registrace v některém sportovním svazu a pravidelná účast v soutěžích
- na rekreační úrovni - příležitostné sportování v rozsahu maximálně několika hodin týdně, bez oficiální registrace nebo s registrací v rekreačních čistě amatérských soutěžích

### Masová popularita a profesionalismus
Možnosti provozování sportu na vrcholové profesionální úrovni jsou dány dostatečným přísunem peněz pro příslušné sportovní odvětví. To je zajišťováno jednak z reklamy a sponzorských smluv, jednak z nejrůznějších forem státní podpory.
V prvním případě vytváří popularita a sledovanost jednotlivých sportů (a soutěží v rámci jednoho sportu) propastné rozdíly v „platu“ sportovců, které se pohybují od tisícinásobku až po zlomky průměrného platu v dané zemi.
Druhý způsob financování je dnes typický hlavně u nepříliš rozšířených (ale často přesto olympijských) sportů, kdy si stát touto formou zajišťuje „body“ za mezinárodní úspěchy. Není ostatně tak vzdálená doba, kdy ve východní části Evropy byla touto formou financována činnost většiny vrcholových sportovců, a například v Číně se tento postup masivně používá dodnes.
Pro moderní sport jsou typické dva trendy související s předchozími odstavci:
- zaostření na nejpopulárnější soutěže - ve světě probíhá určité omezené množství soutěží, které mají díky vysoké sledovanosti k dispozici obrovské množství prostředků - odměny hráčů se zde šplhají do astronomických výšek. Příkladem je evropská fotbalová Liga mistrů, americké profesionální soutěže NHL, NBA, MLB, nebo grandslamové tenisové turnaje.
- rychlé rozšiřování počtu sportovních odvětví - dochází k velice rychlému nárůstu počtu činností, které jsou považovány za samostatné sportovní odvětví. Při vhodné propagaci se tak i sport s velice omezenou komunitou sportovců může stát rychle natolik populárním, že umožní profesionalizaci nejlepších sportovců. Dobrým příkladem je akrobatické lyžování.

Kompletní seznam sportovních disciplín lze najít v následujících seznamech:
- Seznam sportovních disciplín
- Abecední seznam sportovních disciplín

### Významné sportovní soutěže

Symbol olympijských her

#### Mezinárodní hry
Mezi nejvýznamnějšími sportovními soutěžemi se jistě sluší uvést na prvním místě Olympijské hry. Tato akce se dělí na Letní olympijské hry a Zimní olympijské hry, každé z nich se konají jednou za čtyři roky. Jedná se o celosvětové setkání špičkových sportovců ve většině nejpopulárnějších sportovních disciplín. Postupně organizátoři ustoupili od požadavku amatérismu jako podmínky účasti, takže lze dnes ve většině disciplín vidět opravdu nejlepší světové sportovce ve svém oboru.
Medaile z olympijských her je ve většině individuálních sportů (snad s výjimkou tenisu) považována za nejcennější trofej, jakou lze získat, obvykle je ceněna víc než medaile z mistrovství světa v příslušné disciplíně.
Především v poslední době velice roste i obliba „lokálních“ nápodob olympijských her, kde se mají větší šanci prosadit sportovci z méně sportovně vyspělých zemí - jedná se o Panamerické hry, Africké hry nebo Asijské hry.
Existují nebo existovaly i různé sportovní hry, které doplňovaly hry olympijské. Příkladem jsou Světové hry pro sporty, které nejsou v olympijském programu, X Games pro extrémní a adrenalinové sportovní disciplíny nebo již zaniklé Hry dobré vůle. Známé jsou i univerziády, tedy sportovní soutěže pořádané pro studenty (vysokých) škol.

#### Fotbal
Sledovaností se olympijským hrám vyrovná Mistrovství světa ve fotbale, konané rovněž jednou za čtyři roky. Jeho popularita souvisí s celosvětovou popularitou fotbalu jako takového a s faktem, že olympijského turnaje ve fotbale se neúčastní nejlepší hráči jednotlivých zemí.
Velice sledované je (díky největší koncentraci světových fotbalových velmocí) také Mistrovství Evropy ve fotbale, v posledních několika letech zaznamenalo díky mnoha hráčům hrajícím v Evropě raketový nárůst popularity i fotbalové mistrovství Afriky zvané Africký pohár národů.
Světově nejsledovanější pravidelnou soutěží je další fotbalová soutěž - evropská Liga mistrů. Hranice svých států významem a popularitou daleko překračují i nejvyšší fotbalové ligy v západoevropských zemích - především anglická, španělská a německá.

#### Další významné soutěže
Mezi dalšími soutěžemi, u kterých lze mluvit o celosvětové popularitě a sledovanosti, jsou:
- severoamerické profesionální ligy v mužských kolektivních sportech: Major League Soccer, Major League Baseball, NHL, National Football League, NBA
- automobilové soutěže, především závody Formule 1
- velké tenisové turnaje jako Wimbledon, French Open, Us Open, Australian Open
- významné golfové turnaje PGA Tour
- cyklistické Tour de France
- Mistrovství světa v široce rozšířených sportech - např. v lehké atletice, basketbalu nebo kriketu